# Hot (Young Thug)
Hot è un singolo del rapper statunitense Young Thug, pubblicato il 23 settembre 2019 dalle etichette discografiche Atlantic Records e 300 Entertainment. Il brano presenta la partecipazione del rapper statunitense Gunna.

## Remix
Il 31 ottobre 2019 è stato pubblicato un remix del singolo, con la collaborazione di Travis Scott, assieme ad un video musicale che non era stato realizzato per la versione originale del brano.

## Tracce
Download digitale
1. Hot (feat. Gunna) – 3:13

Download digitale - Remix
1. Hot (feat. Gunna & Travis Scott) – 5:08

## Classifiche

### Classifiche settimanali
| Classifica (2019) | Posizione massima |
| ----------------- | ----------------- |
| Canada            | 18                |
| Francia           | 119               |
| Regno Unito       | 52                |
| Stati Uniti       | 11                |

### Classifiche di fine anno
| Classifica (2020) | Posizione |
| ----------------- | --------- |
| Stati Uniti       | 72        |